# جون كون
جون كون (بالإنجليزية: John Cone)‏ (16 نوفمبر 1974) هو حكم أمريكي لمصارعة المحترفين يعمل حاليا في شركة دبليو دبليو إي في قسم الراو.

## روابط خارجية
- جون كون على موقع IMDb (الإنجليزية)
- جون كون على موقع CageMatch worker (الإنجليزية)